# Марри, Алауддин
Алауддин Марри (англ. Alauddin Marri; род. 28 февраля 1979, Кветта) — государственный и политический деятель Пакистана. В 2018 году исполнял обязанности главного министра Белуджистана

## Биография
Родился 28 февраля 1979 года в Кветте, Белуджистан. Получил начальное образование в государственной школе Тамир-и-Нау и в государственном колледже Тамир-и-Нау в Кветте, а также окончил Университет Белуджистана.
Выходец из округа Мастунг в Белуджистане из племени марри.
Был рекомендован на должность главного министра уходящим правительством Белуджистана, но консенсуса между оппозицией и правительством достичь не удалось, и вопрос о его назначении на этот пост был решен Избирательной комиссией Пакистана 7 июня 2018 года.

## Примечание
1. ↑  علاؤالدین مری بلوچستان کے نگراں وزیراعلیٰ مقرر. Newsone Urdu. 7 июня 2018. Архивировано 15 августа 2018. Дата обращения: 7 июня 2018.
2. ↑  Syed Ali Shah - Dawn.com (7 июня 2018). Alauddin Marri named interim CM Balochistan by ECP. DAWN.COM. Архивировано 15 ноября 2021. Дата обращения: 7 июня 2018.
3. 1 2  Alauddin Marri appointed caretaker Balochistan CM. Geo News. 7 июня 2018. Архивировано 12 июня 2018. Дата обращения: 7 июня 2018.